# Pousterle
Une pousterle (du latin posterula, poterne) est une étroite ruelle médiévale à forte pente, souvent en escalier, reliant la haute ville à la basse ville d'Auch. Le terme se retrouve également en Provence, cité notamment dans le dictionnaire Provençal-Français de 1878 Tresor dou Felibrige. 
À Auch, les pousterles sont bordées de maisons anciennes, souvent à colombages, et portent en général des noms gascons telle la pousterle des couloumats (pigeons en gascon) ou la pousterle de las oumettos (les petits ormes en gascon).
Dès le début du vingtième siècle, l'escalier de la Grande pousterle a été retiré pour devenir une rue très pentue (27%). Cette rue est nommée aujourd'hui « rue Vieille-Pousterle ».

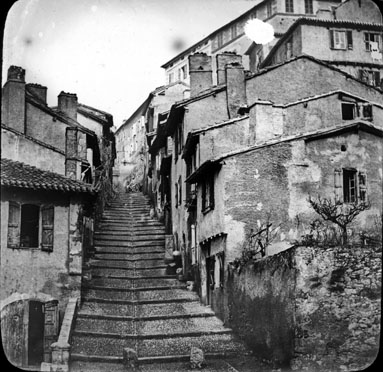
La Grande pousterle, vers 1900, par Eugène Trutat (photo inversée).
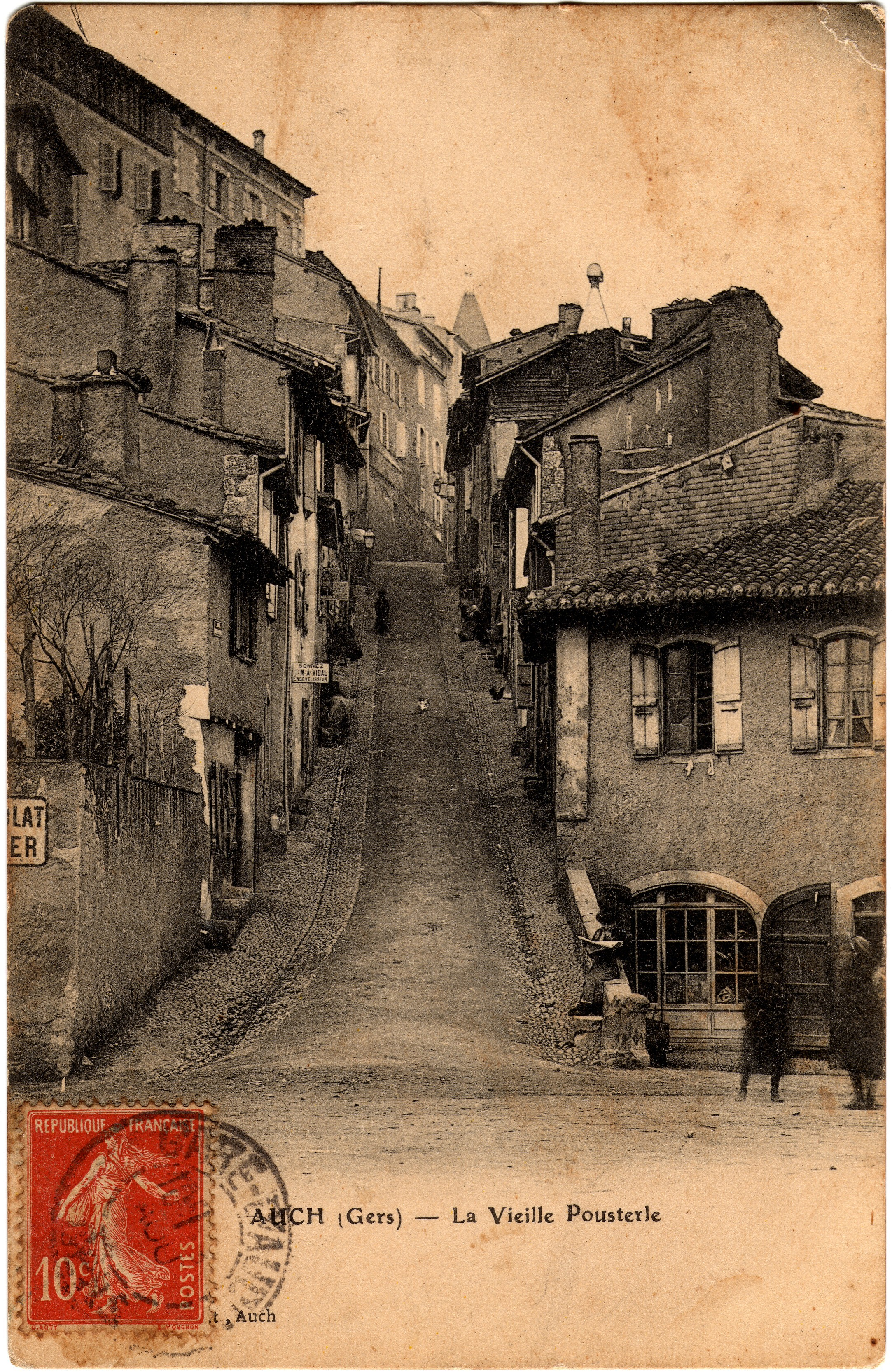
La rue Vieille-Pousterle peu après sa transformation.

En Haute-Loire, dans les fermes, la pousterle était une demi-porte à claire-voie qui permettait dès les beaux jours de laisser celle de la maison ouverte tout en empêchant les poules de pénétrer dans l'habitation.                        